# Jan Rychlík (informatik)
Jan Rychlík (30. května 1954 Praha – 13. listopadu 2021 Plzeň) byl český vysokoškolský pedagog a informatik působící převážně na Západočeské univerzitě v Plzni.

## Život
Narodil se v Praze. Vystudoval Vysokou školu strojní a elektrotechnickou v Plzni, obor Automatizované systémy řízení. Vyučoval na Katedře technické kybernetiky VŠSE a později na Katedře informatiky a výpočetní techniky Fakulty aplikovaných věd předměty z oblasti databázových systémů a zpracovnání informací. Disertační práci obhájil na ZČU v roce 1998.
V roce 1990 se podílel jako tajemník akademického senátu VŠSE na spojení Pedagogické fakulty v Plzni s VŠSE a vytvoření ZČU. V devadesátých letech pracoval i v několika soukromých firmách na návrhu a implementaci informačních systémů. V letech 2001 až 2011 zastával funkci prorektora pro informatizaci ZČU. Poté byl až do roku 2020 ředitelem Centra informatizace a výpočetní techniky Západočeské univerzity.
Spolu se Zdeňkem Ryjáčkem byli v roce 1993 autory konceptu kreditního systému výuky na ZČU a dlouhou dobu vedl vývojový tým IS/STAG, který je v současnosti (2023) nejpoužívanější studijní agendou na českých veřejných vysokých školách. V letech 2005 až 2008 vedl projekt Courseware ZČU inspirovaný MIT OpenCourseWare. Věnoval se také intenzivně rozvoji univerzitního online vzdělávání.
Pracoval v oborových spolcích a sdruženích, byl dlouholetým tajemníkem a později předsedou sdružení EUNIS-CZ a zakladatelem občanského sdružení Platforma informačních technologií.
V letech 2014–2021 byl zastupitelem a členem rady města Stod.
V roce 2023 mu byla udělena in memoriam Pamětní medaile Západočeské univerzity v Plzni.